# Килин (Тексас)
Килин (енгл. Killeen) град је у америчкој савезној држави Тексас. По попису становништва из 2010. у њему је живело 127.921 становника.

## Демографија
Према попису становништва из 2010. у граду је живело 127.921 становника, што је 41.010 (47,2%) становника више него 2000. године.
|                   | 2010.            | 2000.           |
| Укупно            | 127 921 (100,0%) | 86 911 (100,0%) |
| Белци             | 44 233 (34,58%)  | 34 570 (39,78%) |
| Афроамериканци    | 43 610 (34,09%)  | 29 109 (33,49%) |
| Хиспаноамериканци | 29 345 (22,94%)  | 15 469 (17,80%) |
| Остали            | 5 631 (4,402%)   | 4 004 (4,607%)  |
| Азијати           | 5 102 (3,988%)   | 3 759 (4,325%)  |

## Партнерски градови
- Osan